# 에클레시아

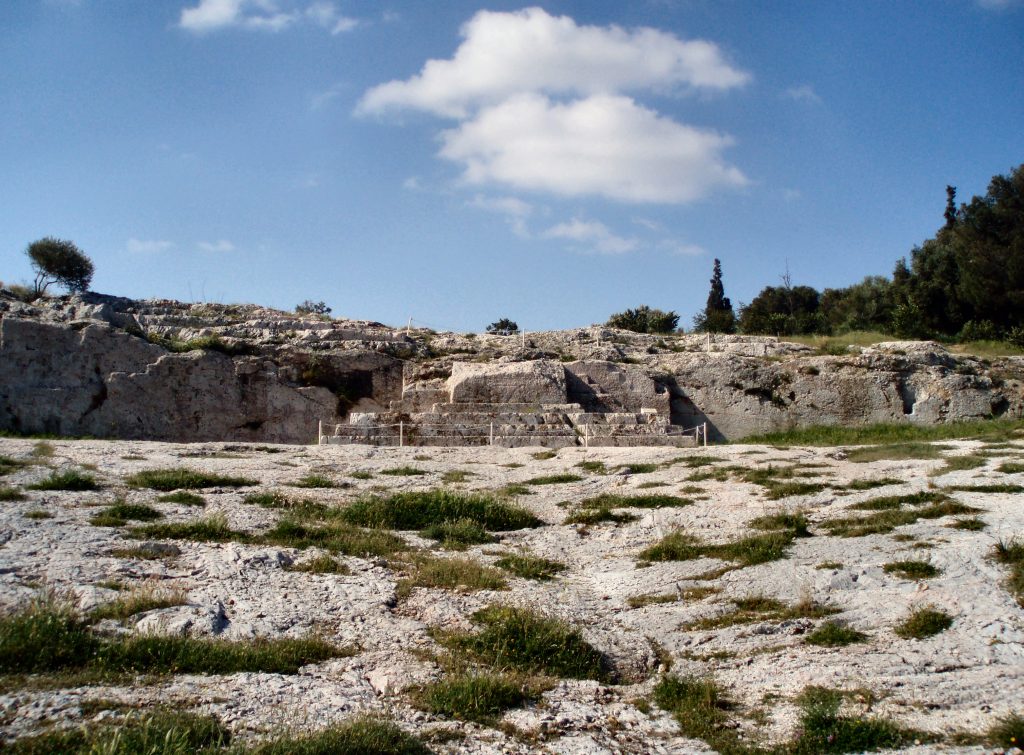
아테네의 민회가 소집되었던 프닉스 언덕

민회(고대 그리스어: έκκλησία)는 고대 그리스의 여러 폴리스에서 개최된 시민 총회이다. 에클레시아(라틴어: ekklēsia)로도 표기된다. 어원은 '~으로부터'라는 뜻을 가진 έκ와 '소집하다'하는 뜻을 가진 καλέω가 합져진 말이다. 폴리스 초기에 전사를 구성원으로 설치된 군사 회의가 기원이 되었다. 기원전 5세기에 직접 민주주의를 확립시킨 아테네의 민회가 특히 잘 알려져 있다. 프닉스 언덕에서 개최되었으며, 페리클레스 시대에 국정의 최고 의결 기관으로서의 지위를 확립시켰다.

## 아테네의 민회

### 역사
당초 아테네 시민들은 광장에 모여 민회를 열었다. 하지만 기원전 462년경에 에필라테스와 페리클레스의 주도로 아테네에서 이른바 원로원의 역할을 했던 아레이오스 파고스 회의의 역할이 억제되고, 민회의 중요성과 참여하는 사람이 함께 증가했기 때문에 기원전 460년경, 프닉스 언덕에 민회를 위한 회의장이 지어져서 이 언덕에서 정기적으로 민회가 개최되게 되었다. 민회에서 토의된 초안은 클레이스테네스의 개혁에 의해 출범한 오백 명 평의회에서 이미 작성되어 있었으며, 민회의 논의는 이 위원회에서 상정되는 주제에 거의 제한되었다.

### 구성
18세 이상 아테네 시민권을 가진 남자라면 민회에 자유롭게 참여하여, 발언하거나, 투표할 수 있었다. 그러나 20세 미만의 사람은 발언권 등에 제한이 있었다고 추측되고 있으며, 여성, 노예, 체류 외국인은 민회에 참여조차 할 수 없었다. 민회는 한 달에 4회가 개최되었다고 생각되며, 그 중 1번은 중요한 사항을 토의하는 ‘중요 민회’(큐리아타, 에클레시아)로 불리고 있었다. 아테네 시민권을 갖지 않는 사람이 민회에 섞여 참석한 경우 벌금형 또는 사형에 처해졌다.

### 토의 내용
민회의 주요 의제는 주로 전쟁에 관한 것이었다. 예를 들어, 다음과 같은 것을 들 수 있다. 또한 장군과 재무관 등의 요직 선거가 1년에 한번 진행됐다.
- 타국에 대한 선전 포고
- 병사의 동원 함대의 파견
- 전시 재정
- 타국과의 동맹 강화 조약의 체결
- (전쟁 등에서 활약 한 인물에 대한) 표창 결의
- ‘외국인’에 대한 시민권 부여

### 진행
민회 당일은 아테네 중심부의 노점이 금지되었으며, 시민은 신속하게 회의장으로 향하도록 했다. 그러나 펠로폰네소스 전쟁 이후 기원전 5세기 말부터 민회에 참가하면 참여 수당이 지급되었기 때문에 이전보다 신속하게 토의가 시작되었다고 한다. 회의장의 자유석에서는 음식도 자유롭게 먹을 수가 있었다. 목소리가 큰 사람이 사회를 맡아 의사 진행을 하거나 흥분하는 참가자에게 정숙을 요구하기도 했다. 일반 의결은 거수에 의한 다수결로 이루어졌다. (그러나 적어도 수천 명 이상의 참가자가 있는 안건이 상정되는 민회에서 엄격하게 각자 계산하고 갔는지는 의문이다.) 중요성이 높은 의결은 무기명 비밀 투표가 행해졌다. 민회는 오전에 끝나는 것이 많았지만, 논의가 계속되면 저녁까지 열렸다. 저녁때가 되면 손을 드는 것이 보이지 않게 되므로 이후로 연기되었다.

## 로마의 민회
- 쿠리아 민회

왕정 로마 시대부터 존재하고 있었던 가장 오래된 민회로 귀족(파트리키)만 참가할 수 있었다. 권한은 서서히 축소되었고, 공화정 시기에는 제한적인 결정 밖에 할 수 없었다.
- 켄투리아 민회 (군인회)

전 로마 시민이 참여할 권리가 있었다. 투표권은 개인이 아니라 193의 켄투리아(로마 군단의 부대 단위)에 있었다. 전체 시민을 재산에 따라 6개의 계급으로 나누어, 상위 계급에 더 강한 권한이 있었기 때문에 가난한 계층의 의견은 거의 반영되지 않았다. 법안 결정권이나 집정관 등 주요 관직의 선정권이 있었다.
- 플레브스 민회 (평민회)

평민(플레브스)만 참여할 권리가 있었으며, 투표권은 1인 1표였고, 평등하게 투표를 했다. 처음에는 2명의 호민관만 선출할 권한을 가지고 있었다가 이후 호르텐시우스 법에 의해 법안 결정권을 가지게 되었다.
- 트리부스 민회 (시민 모임)

전 로마 시민이 참여할 권리가 있었고, 평등했지만 투표권은 개인이 아니라 각 선거구 단위에 있었다. 일부 관직의 선출 권한을 가졌다. 문헌에 따르면 상기 플레브스 민회와 혼동하는 예를 볼 수 있어 주의할 필요가 있다.

## 같이 보기
- 아레이오스 파고스
- 아테네 민주주의